# The Collection (album, Sonata Arctica)
The Collection je druhé kompilační album finské power metalové kapely Sonata Arctica. Album, které vyšlo 15. listopadu 2006, obsahuje výběr best of z do té doby vydaných alb kapely.

## Seznam skladeb

### CD 1
1. The Ruins Of My Life
2. 8th Commandment
3. Dont Say A Word
4. Victorias Secret
5. Tallulah
6. Wolf & Raven
7. Black Sheep
8. Broken
9. Kingdom For A Heart
10. FullMoon
11. My Land (2006 remake)
12. The Cage
13. Last Drop Falls
14. UnOpened
15. San Sebastian
16. Aint Your Fairytale
17. Replica (2006 remake)

### CD 2 – UK bonus
1. Wolf & Raven (videoklip)
2. 8th Commandment (živě, videoklip)
3. My Land(živě, videoklip)
4. Intro (živě)
5. Weballergy (živě)
6. Kingdom for a Heart (živě)
7. Sing in Silence (živě)
8. False News Travel Fast (živě)
9. Replica (živě)
10. My Land (živě)
11. Black Sheep (živě)
12. Wolf & Raven (živě)
13. Still Loving You (Scorpions cover)
14. I Want Out (Helloween cover)
15. San Sebastian
16. Shy

## Obsazení
- Tony Kakko – zpěv
- Jani Liimatainen – kytara
- Marko Paasikoski – baskytara
- Henrik Klingenberg – klávesy
- Tommy Portimo – bicí